# (22649) Paulineloader
(22649) 1998 OD12 est un astéroïde de la ceinture principale d'astéroïdes découvert en 1998.

## Description
(22649) 1998 OD12 a été découvert le 27 juillet 1998 à l'observatoire de Reedy Creek, situé en Gold Coast en Queensland, par John Broughton.

### Caractéristiques orbitales
L'orbite de cet astéroïde est caractérisée par un demi-grand axe de 2,39 UA, un périhélie de 2,21 UA, une excentricité de 0,08 et une inclinaison de 5,94° par rapport à l'écliptique. Du fait de ces caractéristiques, à savoir un demi-grand axe compris entre 2 et 3,2 UA et un périhélie supérieur à 1,666 UA, il est classé, selon la JPL Small-Body Database, comme objet de la ceinture principale d'astéroïdes.

### Caractéristiques physiques
(22649) 1998 OD12 a une magnitude absolue (H) de 14,3 et un albédo estimé à 0,239.